# Tipula (Arctotipula) loganensis
Tipula (Arctotipula) loganensis is een tweevleugelige uit de familie langpootmuggen (Tipulidae). De soort komt voor in het Nearctisch gebied.